# Valea Sasului, Mureș
Valea Sasului este un sat în comuna Cozma din județul Mureș, Transilvania, România.